# Stu Wilson
Stuart Sinclair Wilson, detto Stu (Gore, 22 luglio 1954 – 8 giugno 2025), è stato un rugbista a 15 neozelandese, selezionato numerose volte per far parte degli All Blacks, che in più occasioni guidò come capitano.

## Biografia
In grado di occupare sia la posizione di Tre quarti centro che di Tre quarti ala, visse la sua esperienza sportiva negli Wellington COB, squadra della capitale neozelandese.
Per gli All Blacks giocò come ala, segnando 50 mete (inclusi i match non ufficiali) e capitanando i suoi in 2 test match e in 6 incontri non concedenti il cap.
Nel 1981 fu in Italia, all'Amatori Milano, all'epoca in serie B.
La sua prima apparizione ufficiale con i Tutti Neri fu al 16 ottobre 1976 contro una selezione di giocatori di Buenos Aires, mentre l'ultimo incontro lo disputò a Londra il 19 novembre 1983 contro l'Inghilterra.
Prese parte al tour della sua nazionale del 1983 in Inghilterra e Scozia.
Nel corso della sua carriera segnò 104 mete, indossato 85 volte la maglia degli All Blacks, (34 caps) ritirandosi dal rugby giocato nel 1984 e diventando poi un commentatore sportivo.